# Колгакюла
Ко́лгакюла (эст. Kolgaküla) — деревня на севере Эстонии, в волости Куусалу уезда Харьюмаа. 

## География и описание
Деревня Колгакюла расположена в северной части волости, на автодороге 85 (Лийапекси—Локса), около реки Валгейыги, на территории национального парка Лахемаа. В границах деревни расположено озеро Лохья. Высота над уровнем моря — 47 метров.
Климат умеренный. Официальный язык — эстонский. Почтовый индекс — 74808.

## Население
По данным переписи населения 2021 года, в Колгакюла проживали 176 человек, из них 170 (96,6 %) — эстонцы.
По состоянию на 31 декабря 2011 года, согласно данным переписи населения Эстонии, в деревне также насчитывалось 176 жителей (85 мужчин и 91 женщина).
Численность населения деревни Колгакюла по данным переписей населения:
| Год  | 1959 | 1970  | 1979  | 1989  | 1970  | 2000  | 2011  | 2021  |
| ---- | ---- | ----- | ----- | ----- | ----- | ----- | ----- | ----- |
| Чел. | 236  | ↘ 168 | ↗ 174 | ↘ 170 | ↘ 168 | ↘ 166 | ↗ 176 | → 176 |

## История
Впервые упомянута в 1290 году (villa Kolco). В 1547 году упоминается dorp Kulck, в 1592 году — Kolkekulle, в 1637 году — Kolck, в 1699 году — Kolck Bÿÿ. В источниках начала XX века упоминаются такие русские названия деревни, как Кольгакюла и Кольк.
В советское время в Колгакюла работали почтовое отделение, народный дом и библиотека. Деревня входила в состав колхоза «Локса». Расположенные возле деревни месторождения глины использовал Локсаский кирпичный завод.
В 1977 году с Колгакюла была объединена деревня Суурекырве (эст. Suurekõrve).

## Галерея

Деревня Колгакюла
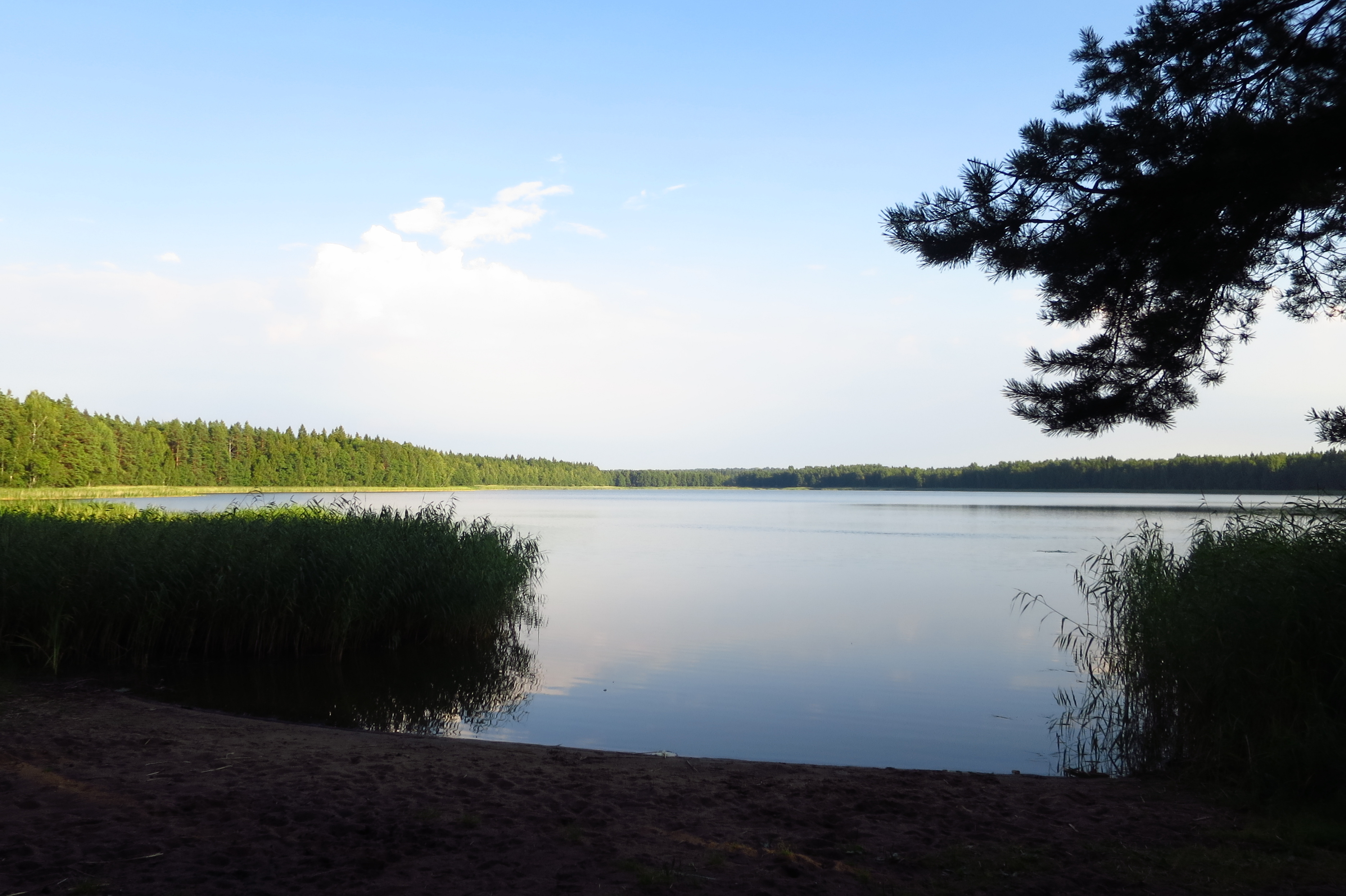
Озеро Лохья
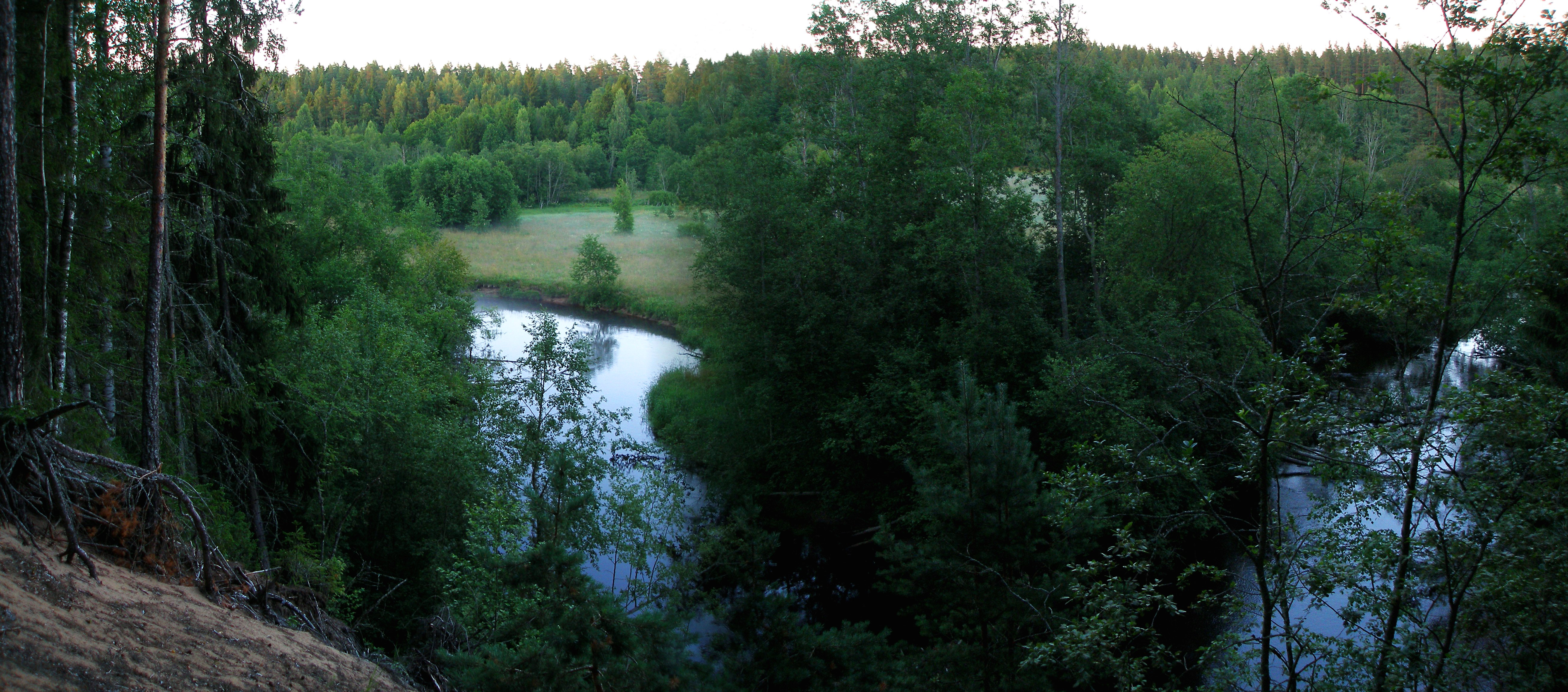
Река Валгейыги
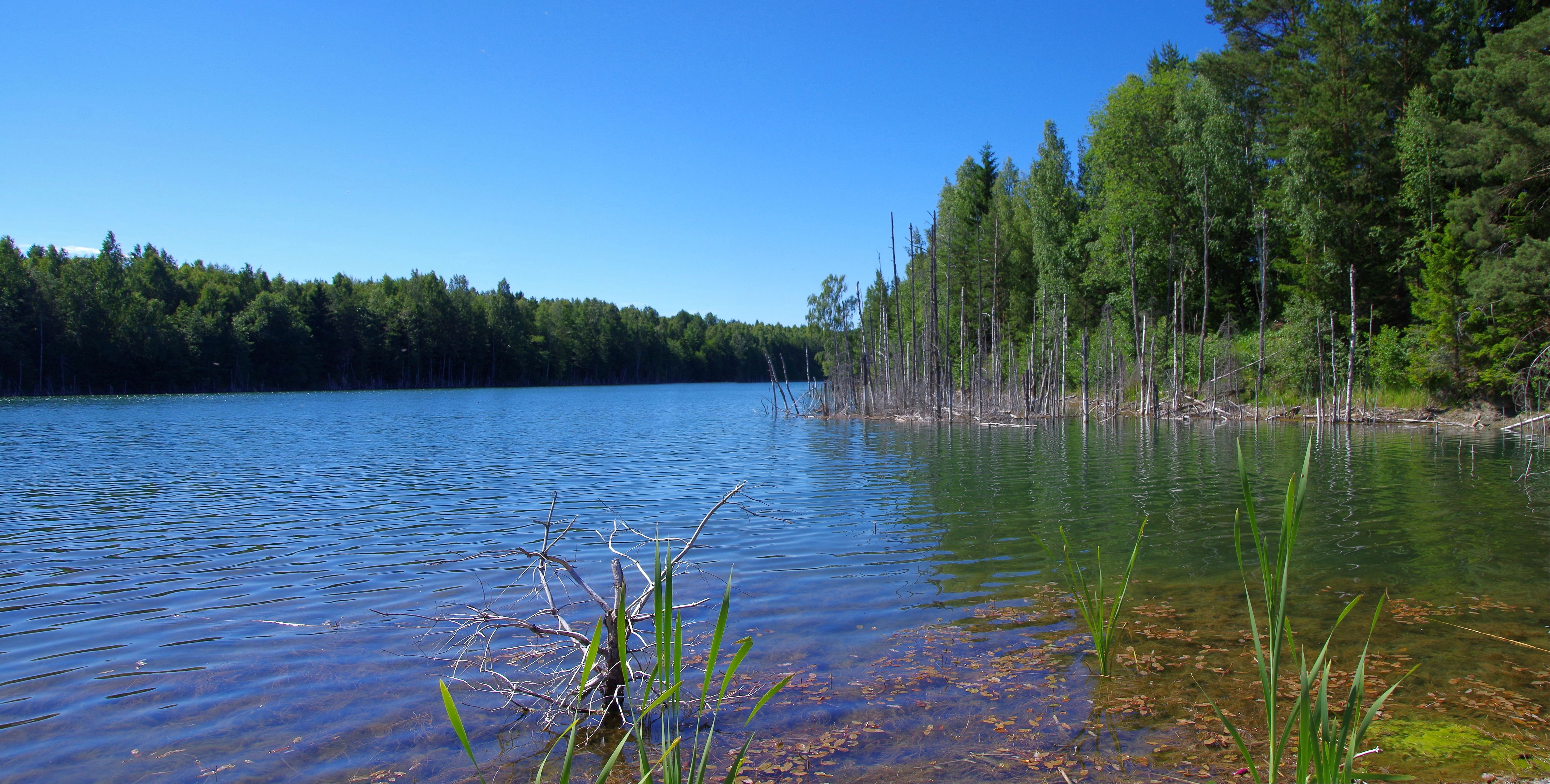
Озеро на месте глиняного карьера
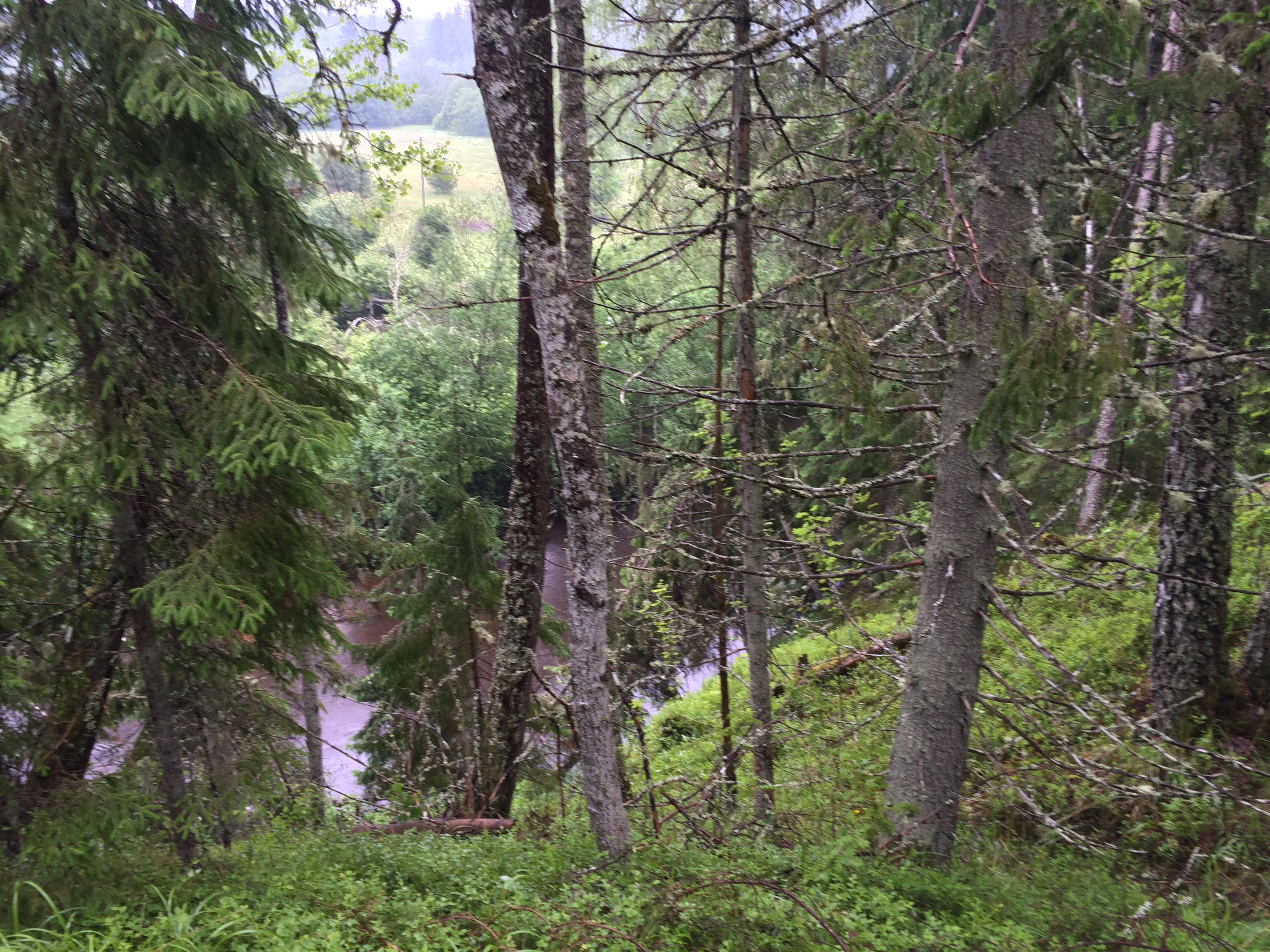
Окрестности деревни

## Комментарии
1. ↑  Эстонские топонимы, оканчивающиеся на -а, не склоняются и не имеют женского рода (исключение — Нарва)[10].